# 徳島市加茂名小学校
徳島市加茂名小学校（とくしまし かもなしょうがっこう）は、徳島県徳島市庄町五丁目にある公立小学校。

## 沿革
- 1873年 - 時中学校を創立。
- 1875年 - 明治学校、蔵本学校、観愛学校、日進学校を設立。
- 1883年 - 4校を1校に統一して名東小学校と称した。
- 1886年 - 蔵本学校を廃止。圧小学校を本校にする。
- 1897年 - 庄小学校を加茂名尋常高等小学校と改称し全校を統一した。
- 1932年 - 徳島県名東郡加茂名尋常高等小学校と改称。
- 1937年 - 徳島県徳島市加茂名尋常高等小学校と改称。
- 1941年 - 徳島市加茂名国民学校と改称。
- 1947年 - 徳島市加茂名小学校と改称。

## 基礎データ
最寄駅
- JR鮎喰駅

## 関連学校
- 徳島市加茂名幼稚園
- 徳島市加茂名中学校

## 通学区域が隣接している学校
- 徳島市加茂名南小学校
- 徳島市国府小学校 （徳島市南井上小学校も選択可能な区域を含む。）
- 徳島市不動小学校
- 徳島市千松小学校
- 徳島市佐古小学校
- 徳島市八万小学校
- 徳島市八万南小学校